# Mama ostrzegała
 (août 2024).
Mama ostrzegała est un single de Daj To Głośniej (pl) sorti en 2019.

## Popularité
Depuis sa publication, la chanson est un succès lors des pèlerinages,.
En octobre 2019, la chanson atteint 67 milllions de vues sur la plateforme YouTube. En 2020, la chanson atteint 100 millions de vues sur la plateforme YouTube. En 2024, la chanson atteint 200 millions de vues sur la plateforme YouTube.

## Reprises

### En espagnol
En 2023, la chanson est traduite en espagnol par Joan Bonjour qui chante le cover sous le titre Mamá advertía.

### Dans le filmNic na siłę
En 2024, Filip Gurłacz chante la chanson dans le film Nic na siłę,.